# Sokolovîțea, Nadvirna
Sokolovîțea (în ucraineană Соколовиця) este un sat în comuna Pasicina din raionul Nadvirna, regiunea Ivano-Frankivsk, Ucraina.

## Demografie
Componența lingvistică a localității Sokolovîțea
     Ucraineană (100%)
Conform recensământului din 2001, toată populația localității Sokolovîțea era vorbitoare de ucraineană (100%).